# Link (The Legend of Zelda)
 For alternative betydninger, se Link (flertydig). (Se også artikler, som begynder med Link)
Link (japansk hepburn: リンク Rinku) er en fiktiv karakter og protagonisten i Nintendos videospilfranchise The Legend of Zelda. Han er skabt af den japanske videospildesigner Shigeru Miyamoto. Link blev introduceret som helten i det første spil, The Legend of Zelda i 1986, og har optrådt i hele 21 værker i serien, såvel som i et antal spin-offs. Fælles elementer i det meste af serien serien inkluderer Link på en rejse gennem Hyrule, mens han udforsker dungeons, kæmper mod væsner og løser gåder, indtil han til sidst besejrer seriens primære antagonist, Ganon, og redder prinsesse Zelda.
Gennem serien har Link optrådt flere gange i forskellige inkarnationer, men er traditionelt blevet afbildet i sin karakteristiske lange, spidse grønne hue og tunika, og med sværd og skjold. Han har optrådt i form af både et barn og en ung voksen af den elverlignende Hylian-race. Inden for "Zelda"-mytologien er Link sjælen af en legendarisk helt, der gennem historien genfødes i en tilsyneladende almindelig dreng eller ung mand, når ondskab opstår. For at besejre Ganon får Link normalt det mystiske Mestersværd eller et lignende legendarisk våben, der opnås efter at have gennemført mange prøvelser.
Udover hovedserien har Link medvirket i andet Nintendo-medie, herunder merchandise, tegneserier og manga, samt en animeret tv-serie. Han er en fremtrædende karakter i forskellige spin-off-spil, herunder Hyrule Warriors, Cadence of Hyrule og Hyrule Warriors: Age of Calamity. Han har medvirket i adskillige andre spilfranchises, herunder Super Smash Bros.-serien, SoulCalibur II og Mario Kart 8, og er også blevet refereret til i andre spil, såsom The Elder Scrolls V: Skyrim.
Sammen med Nintendo-figuren Mario er Link en af de mest genkendelige figurer i videospilindustrien. Han har været afgørende for etableringen af videorollespilgenren som hovedperson i serien, der har påvirket adskillige andre videospil med dets koncepter om en åben verden og ikkelineær gameplay. Ifølge Guinness World Records er Link den mest kritikerroste spilbare videospilfigur og den mest udbredte action-adventure videospilfigur. Han blev anerkendt af Guinness World Records Gamer's Edition som den næstbedste videospilkarakter efter Mario. Kritikere har udnævnt ham til en af de største og mest indflydelsesrige videospilfigurer nogensinde.

## Links opståen
Miyamoto har i interviews sagt, at skabelsen af The Legend of Zelda og af Link var baseret på hans barndomsminder fra bøger, film, historier og egne erfaringer. Han ville prøve at få folk til at identificere sig med Link, og have muligheden for at føle sig som helte ligesom ham. Selvom Link ofte har lært at mestre fysiske og magiske evner i slutningen af spillene, starter han som regel et spil som en normal dreng. For eksempel i Ocarina of Time, hvor han begynder som barn og ender som den legendariske "Hero of Time".
Der har været mange 'gentagelser' af Link i Hyrules historie. Det er flere gange gjort tydeligt i spillene, at der eksisterer mere end én Link; for eksempel i introsekvensen til The Legend of Zelda: The Wind Waker, hvor der bliver refereret til en forhistorisk, legendarisk helt, hvis udseende er identisk med Links, og som er bærer af titlen "Hero of Time" (en titel som Link bliver tildelt i Ocarina of Time).
Miyamoto har bekræftet, "For hvert nyt Zelda spil vi laver, fortæller vi en ny historie, men vi har faktisk en stor mappe der uddyber hvordan et spil relaterer til de andre, og binder dem sammen. Men for at være ærlig, er de ikke så vigtige for os. Vi bekymrer os mere om at udvikle spilsystemet ... Give spilleren nye udfordringer for hvert nyt kapitel der bliver til."
Den præcise kronologi af Zelda-serien og oprindelsen af de mange Link'er er dog skrevet ned af Miyamoto og hans team, men er aldrig blevet offentliggjort i detaljer. Nogle store fansider har prøvet at konstruere en sammenhængende Zelda-tidslinje baseret på tilgængelige data, men kun med meget lidt succes. Efter udgivelsen af Ocarina of Time, fastslog Miyamoto at det var den første historie i tidslinjen, så The Legend of Zelda, Zelda II: The Adventure of Link og til sidst The Legend of Zelda: A Link to the Past sammen med The Legend of Zelda: Link's Awakening.

### Stemmen bag Link
I 3D-spillene, som begynder med Ocarina of Time, har 4 skuespillere lagt stemme til Link; Nobuyuki Hiyama som den voksne Link, Fujiko Takimoto som ung Link, Sachi Matsumoto som Link i The Wind Waker og Akira Sasanuma i Twilight Princess. Fordi ingen af Zelda-spillene til dato har indeholdt konkrete talende dialoger, har skuespillerne blot skulle sige korte fraser, støn, udbrud under kamp og andre lyde. I The Wind Waker er der dog blevet hørt Link sige "Come on!". Stemmerne i spillene er bevidst gjort begrænsede for ikke at "modsige spillernes individuelle fortolkninger af figuren".

## Links kendetegn
Link er en ung Hyliansk dreng, og er kendt for hans sværdkundskaber og kampevner, som for eksempel hans præcision når han kaster med sin boomerang. Det er dog blevet fastlået, at i The Adventure of Link starter Links eventyr på hans 16 års fødselsdag.
Hver Link er klædt i en grøn tunika, en underskjorte (som regel hvid, brun eller grøn) og en lang grøn hue, i hvert fald for det meste i hvert eventyr. Det er blevet almindeligt at se ham i lyse leggings (som regel hvide eller gullige), selvom han også optræder i bare ben i andre spil. Link har lange spidse ører, et karakteristisk træk af den hylianske race og deres efterkommere, hvilket angiveligt skulle lade dem høre beskeder fra guderne.
Han har et Triforce mærke på sin venstre hånd, der markerer ham som den, der vil finde The Triforce of Courage.
Han bruger mange våben og genstande, som for eksempel bomber, Hookshot'en, boomerangen og bue og pil. I Twilight Princess kan Link også transformere sig om til en ulv.
Ifølge det officielle Zelda.com encyklopædi er Link "ydmyg", men besidder legendarisk mod; en kvalitet der stemmer overens med hans rolle som den retmæssige bærer af The Triforce of Courage. I senere Zelda-spil er han kendt som "Hero of Time" i hans Ocarina of Time / Majora's Mask personificeringer, og som "Hero of Winds" i The Wind Waker / Phantom Hourglass.
I starten var Link venstrehåndet, men denne detalje blev ændret med tiden, fordi han skiftedes lidt mellem også at være højrehåndet. The Adventure of Link instruktionsbogen beskriver at Link "tager af sted, med et magisk sværd i hans venstre hånd og et magisk skjold i hans højre". I A Link to the Past og The Minish Cap skifter han mellem højre og venstre, men det er alt efter fra hvilken vinkel man ser ham.
I Link's Awakening holder Link sit sværd i hans venstre hånd og hans skjold i hans højre, uanset hvilken retning man ser ham fra.
I Nintendo Wii-versionen af Twilight Princess er Link højrehåndet, men det blev kun gjort fordi det så blev nemmere at spejle spillets kontrolstyring. I spillets officielle billeder er han vist, holdende sit sværd i sin venstre hånd. I GameCube-versionen forbliver Link venstrehåndet.
Han er den retmæssige bærer af The Master Sword, et magtfuldt sværd han benytter til at udslette de onde kræfter med.
Link har også sine sjældne øjeblikke af dumdristighed, som da han 2 gange forsøger at konfrontere Ganondorf i The Wind Waker, dårligt udstyret til at besejre ham, og da han næsten styrter ned fra en klint da han prøver at redde sin søster fra en gigantisk fugl i starten af spillet. I Ocarina of Time udfordrede han som barn Ganondorf for at beskytte Princess Zelda, før han ved en fejl hjalp Ganondorf med at finde Triforce, der dermed betød at Link var nødt til at finde ham igen, og bekæmpe ham.
Selvom Zelda-spil har flere interaktioner med venlige eller neutrale non-player characters (NPCs) end andre adventure-spil, som for eksempel Metroid-serien, tager disse figurer sjældent en aktiv del i Link's søgen, hvilken han fuldfører alene.
Link skulle have indtil flere familiemedlemmer, som for eksempel en onkel i A Link To The Past, en uset mor i Ocarina of Time der døde da hun flygtede fra en hærgende krig da Link var baby, en bedstemor i The Wind Waker som opfostrer ham i hans forældres uforklarede utilstedeværelse, en bedstefar i The Minish Cap og den mest improviserede af Links familie, hans søster Aryll, som spiller en kritisk rolle i plottet i The Wind Waker.
Han har utallige venner, som piraten kaptajn Tetra fra The Wind Waker, Kafei og Tatl fra Majora's Mask samt feen Navi, Sheikah'en Sheik og kokirien, Saria fra Ocarina of Time. Han har et 'praktisk' forhold til Midna fra Twilight Princess, selvom de to dog bliver venner med tiden.